# Lars Eidinger
Lars Eidinger (Berlino, 21 gennaio 1976) è un attore tedesco.

## Biografia

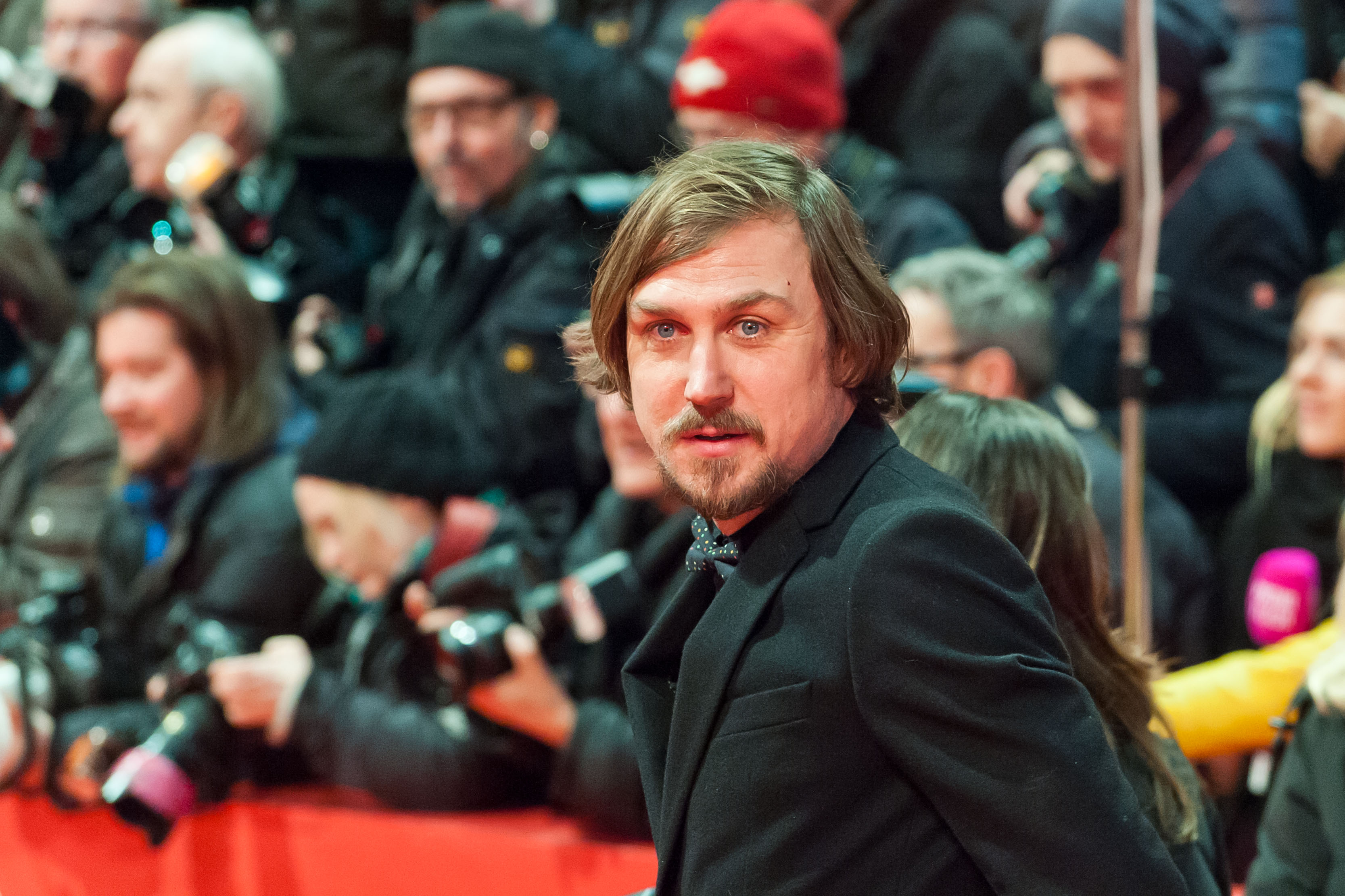
Lars Eidinger al Festival di Berlino 2014

Nato a Berlino nel 1976, Lars Eidinger ha studiato recitazione alla Hochschule für Schauspielkunst "Ernst Busch" a partire dal 1995, esibendosi al Deutsches Theater di Berlino già dalla stagione 1997/98. Nel 1999 è diventato membro dell'ensemble del teatro Schaubühne am Lehniner Platz, dove ha iniziato a recitare in numerose opere tra cui Edward II., Macbeth, Woyzeck e Nora.
Dopo essere apparso in alcune produzioni cinematografiche e televisive, nel 2009 si è messo in evidenza con il primo ruolo da protagonista nel pluripremiato Alle Anderen di Maren Ade, seguito dalla produzione olandese Code Blue di Urszula Antoniak (2011), il thriller apocalittico Hell di Tim Fehlbaum (2011) e Tabu - Es ist die Seele ein Fremdes auf Erden di Christoph Stark (2011), in cui ha interpretato il poeta austriaco Georg Trakl vincendo il premio dell'associazione dei critici cinematografici tedeschi.
Negli anni successivi ha continuato ad affiancare l'attività teatrale a quella cinematografica e televisiva, recitando in film quali Sils Maria (2014) e Personal Shopper (2016) di Olivier Assayas, Vergine giurata di Laura Bispuri (2015), e in alcune serie tv tra cui Polizeiruf 110, Tatort e Babylon Berlin. Con la compagnia dello Schaubühne ha partecipato a molte produzioni di Thomas Ostermeier acclamate a livello internazionale, tra cui Hamlet e Richard III..
Nel 2016 ha fatto parte della giuria internazionale della 66ª edizione del Festival di Berlino e lo stesso anno ha ricevuto il Deutscher Hörbuchpreis come miglior lettore, per la versione in lingua tedesca dell'audiolibro The Planet Trillaphon As It Stands In Relation To the Bad Thing di David Foster Wallace. È comparso anche nei videoclip dei brani Morgen di Herbert Grönemeyer (2014) e Diamant della Love Hotel Band (2017), alias Yung Hurn, musicista hip hop austriaco.

## Filmografia

### Cinema
- See You at Regis Debray, regia di C.S. Leigh (2005)
- Deutschland deine Lieder, regia di Daniel Lang (2007) - Cortometraggio
- After Effect, regia di Stephan Geene (2007)
- Torpedo, regia di Helene Hegemann (2008) - Cortometraggio
- Alle Anderen, regia di Maren Ade (2009)
- Wanna Be, regia di Christina Ebelt (2009) - Cortometraggio
- Video Nasty, regia di Jörg Buttgereit (2011)
- Code Blue, regia di Urszula Antoniak (2011)
- Tabu - Es ist die Seele ein Fremdes auf Erden, regia di Christoph Stark (2011)
- Hell, regia di Tim Fehlbaum (2011)
- Fenster zum Sommer, regia di Henk Handloegten (2011)
- Was bleibt, regia di Hans-Christian Schmid (2012)
- Goltzius and the Pelican Company, regia di Peter Greenaway (2012)
- Sils Maria (Clouds of Sils Maria), regia di Olivier Assayas (2014)
- Lars & Jonathan: A Berlin Friendship, regia di Amy Barrett (2014)
- Dora oder Die sexuellen Neurosen unserer Eltern, regia di Stina Werenfels (2015)
- Vergine giurata, regia di Laura Bispuri (2015)
- Elixir, regia di Brodie Higgs (2015)
- Familienfest, regia di Lars Kraume (2015)
- Personal Shopper, regia di Olivier Assayas (2016)
- L'origine de la violence, regia di Élie Chouraqui (2016)
- Die Blumen von gestern, regia di Chris Kraus (2016)
- Maryline, regia di Guillaume Gallienne (2017)
- Matilda, regia di Aleksey Uchitel (2017)
- Opera senza autore (Werk ohne Autor), regia di Florian Henckel von Donnersmarck (2018)
- High Life, regia di Claire Denis (2018)
- Proxima, regia di Alice Winocour (2019)
- Schwesterlein, regia di Stéphanie Chuat e Véronique Reymond (2020)
- Lezioni di persiano, regia di Vadim Perelman (2020)
- Rumore bianco (White Noise), regia di Noah Baumbach (2022)
- Sterben, regia di Matthias Glasner (2024)
- Jay Kelly, regia di Noah Baumbach (2025)

### Televisione
- Schloss Einstein – serie TV, episodi 4x181-4x182 (2002)
- Lolle – serie TV, episodio 2x18 (2003)
- Nora, regia di Thomas Ostermeier e Hannes Rossacher (2003)
- Woyzeck, regia di Thomas Ostermeier (2004)
- Ketchup Connection, regia di Moritz Laube (2005) - Cortometraggio
- Hedda Gabler, regia di Hannes Rossacher (2006)
- Der Dicke – serie TV, 2x12 (2007)
- Hamburg Distretto 21 – serie TV, episodio 2x10 (2007)
- 14º Distretto – serie TV, episodio 22x06 (2008)
- Avignon 2008 - Hamlet, regia di Thomas Ostermeier (2008)
- Minibar, regia di Remco Packbiers (2008)
- Mörder auf Amrum, regia di Markus Imboden (2009) - Non accreditato
- Polizeiruf 110 – serie TV, 3 episodi (2009-2013)
- Verhältnisse, regia di Stefan Kornatz (2010)
- Tatort – serie TV, 5 episodi (2010-2021)
- Grenzgang, regia di Brigitte Bertele (2013)
- Du bist dran, regia di Sylke Enders (2013)
- Clan Wagner, storia di una famiglia (Der Clan - Die Geschichte der Familie Wagner), regia di Christiane Balthasar (2013)
- Foyle's War – serie TV, episodio 7x03 (2013)
- Der Prediger, regia di Thomas Berger (2014)
- Richard III, regia di Thomas Ostermeier e Hannes Rossacher (2015)
- Terror - Ihr Urteil, regia di Lars Kraume (2016)
- SS-GB – miniserie TV, 5 puntate (2017)
- Sense8 – serie TV, 4 episodi (2017)
- Schuld – serie TV, episodio 2x04 (2017)
- Babylon Berlin – serie TV (2017-in corso)
- Sadness Is an Evil Gas Inside of Me (2015)
- M - Eine Stadt sucht einen Mörder – miniserie TV, 6 puntate (2019)
- Irma Vep - La vita imita l'arte (Irma Vep) – miniserie TV, 6 puntate (2022)
- Tutta la luce che non vediamo (All the Light We Cannot See) - miniserie TV, 4 puntate (2023)

## Teatro
- Zurüstungen für die Unsterblichkeit, di Peter Handke - 1997
- Die Jungfrau von Orléans, di Friedrich Schiller - 1998
- Penthesilea, di Heinrich von Kleist - 1998
- Edward II. (Edward II), di Christopher Marlowe - 1999
- Vor langer Zeit im Mai, di Roland Schimmelpfennig - 2000
- Kontingent, di Soeren Voima - 2000
- Die Unbekannte aus der Seine, di Ödön von Horváth - 2000
- Herr Kolpert, di David Gieselmann - 2000
- Dantons Tod, di Georg Büchner - 2001
- Push up 1–3, di Roland Schimmelpfennig - 2001
- Goldene Zeiten (Better Days), di Richard Dresser - 2002
- Macbeth, di William Shakespeare - 2002
- Nora (Et dukkehjem), di Henrik Ibsen - 2002-2006
- Der Würgeengel (De worgengel), di Karst Woudstra - 2003
- Lulu, di Alban Berg - 2003
- Phaidras Liebe (Phaedra's Love), di Sarah Kane - 2003
- Suburban Motel, di George F. Walker - 2003
- Woyzeck, di Georg Büchner - 2003
- Die Herzogin von Malfi (The Tragedy of the Dutchesse of Malfy), di John Webster - 2004
- Gesäubert (Cleansed), di Sarah Kane - 2004-2006

- Die Dummheit (Heptalogía de Hieronymus Bosch: 4. La estupidez), di Rafael Spregelburd - 2005
- Troilus und Cressida (The Tragedy of Troilus and Cressida), di W. Shakespeare - 2005
- Verstörung, di Thomas Bernhard - 2005
- Hedda Gabler, di Henrik Ibsen - 2005-2012
- Ein Sommernachtstraum (A Midsummer Night's Dream), di W. Shakespeare - 2006
- Der Häßliche, di Marius von Mayenburg - 2007
- Hamlet (The Tragedy of Hamlet, Prince of Denmark), di W. Shakespeare - 2008-2012
- Endstation Sehnsucht (A Streetcar named Desire), di Tennessee Williams - 2009
- Was kann eine gute stehende Schaubühne eigentlich bewirken?, di Patrick Wengenroth - 2009
- Dämonen, di Lars Norén - 2010-2012
- Der Menschenfeind (Le Misanthrope ou l'Atrabilaire amoureux), di Molière - 2010-2012
- Maß für Maß (Measure for Measure), di W. Shakespeare - 2011-2012
- Soll mir lieber Goya den Schlaf rauben als irgendein Arschloch, di Rodrigo García - 2011-2012
- Tartuffe (Tartuffe ou l'Imposteur), di Molière - 2013
- Richard III. (The Life and Death of King Richard III), di W. Shakespeare - 2015

## Riconoscimenti
- 2009
  - Love is Folly International Film Festival
Miglior attore per Alle Anderen

- 2010
  - Preis der deutschen Filmkritik
Nomination Miglior attore per Alle Anderen
  - Deutscher Fernsehpreis
Nomination Miglior attore per Verhältnisse

- 2013
  - Preis der deutschen Filmkritik
Miglior attore per Tabu - Es ist die Seele ein Fremdes auf Erden e Was bleibt
  - Österreichischer Filmpreis
Nomination Miglior attore per Tabu – Es ist die Seele ein Fremdes auf Erden
  - Deutscher Schauspielpreis
Nomination Miglior attore non protagonista per Tatort (episodio Borowski und der stille Gast)
  - Deutscher Fernsehpreis
Nomination Miglior attore per Polizeiruf 110 (episodio Der Tod macht Engel aus uns allen)

- 2014
  - Premio Adolf Grimme
Premio Adolf Grimme (fiction) per Grenzgang – Condiviso con Hannah Hollinger (autrice) Brigitte Bertele (regista) Kade Gruber (scenografa) e Claudia Michelsen (attrice)

- 2014
  - Bayerischer Fernsehpreis
Nomination Miglior attore in un film per la televisione per Polizeiruf 110 (episodio Der Tod macht Engel aus uns allen)

- 2015
  - Deutscher Schauspielpreis
Nomination Miglior attore non protagonista per Der Prediger

- 2016
  - Fajr International Theater Festival
Miglior attore per Hamlet
  - Preis der deutschen Filmkritik
Nomination Miglior attore per Familienfest

- 2017
  - Deutscher Filmpreis
Nomination Miglior attore protagonista per Die Blumen von gestern
  - Deutscher Fernsehpreis
Nomination Miglior attore per Familienfest e Terror - Ihr Urteil
  - Jupiter Awards
Nomination Miglior attore televisivo tedesco per Terror – Ihr Urteil

- 2018
  - Österreichischer Filmpreis
Nomination Miglior attore per Die Blumen von gestern

## Doppiatori italiani
Nelle versioni in italiano delle opere in cui ha recitato, Lars Eidinger è stato doppiato da:
- Francesco Bulckaen in Sils Maria, Personal Shopper
- Christian Iansante in Lezioni di persiano, Irma Vep - La vita imita l'arte
- Gianluca Crisafi in High Life
- Alessio Cigliano in Babylon Berlin
- Stefano Crescentini in Tutta la luce che non vediamo